# سیاهک سینه‌بلوطی
سیاهک سینه‌بلوطی (نام علمی: Nigrita bicolor) گونه‌ای رایج از ریزسهرگان است که در آفریقا یافت می‌شود. میزان وقوع جهانی آن ۳٬۰۰۰٬۰۰۰ کیلومتر ۲ برآورد می‌شود.
سیاهک سینه‌بلوطی در جنگل‌های نیمه‌گرمسیری/گرمسیری (دشت)، جنگل‌های حرا و بوته‌زارهای جنگل‌های بارانی گرمسیری آفریقا زندگی می‌کند.
وضعیت این گونه در وضعیت کمترین نگرانی ارزیابی می‌شود.